# Umbilicus tropaeolifolius
Umbilicus tropaeolifolius är en fetbladsväxtart som beskrevs av Pierre Edmond Boissier. Umbilicus tropaeolifolius ingår i släktet navelörter, och familjen fetbladsväxter. Inga underarter finns listade i Catalogue of Life.